# Kaarel Eenpalu
Kaarel Eenpalu (hasta 1935 Karl August Einbund; 16 de mayojul./ 28 de mayo de 1888greg.-27 de enero de 1942) fue un periodista y político estonio, anciano de Estado y primer ministro de su país en la década de 1930.

## Biografía
Natural de Vesneri, Eenpalu se educó en el Gymnasium Hugo Treffner de Tartu. Entre 1909 y 1914 estudió Derecho en la Universidad de Tartu y posteriormente se licenció en la Universidad Imperial de Moscú.
De 1910 a 1912 y en 1915 fue miembro del consejo de redacción del diario Postimees («El Cartero») de Tartu, en 1918 redactor jefe de Postimees, en 1920 redactor jefe del diario Tallinna Teataja («La Gaceta de Tallin») y en 1924 redactor jefe del diario Kaja («Eco»).
Participó activamente en la Primera Guerra Mundial, sirviendo como comandante de batería en el I Regimiento de Artillería de Estonia en 1917 y 1918. Durante la Guerra de Independencia de Estonia, en 1918-1919, comandó primero el batallón de estudiantes del Liceo de Tartu y luego una batería del II Regimiento de Artillería de Estonia.

### Carrera política
Eenpalu fue miembro de la Asamblea Constituyente Estonia (Asutav Kogu, 1919-1920), miembro del Parlamento unicameral (Riigikogu, 1920-1937), miembro de la Cámara Baja (Riigivolikogu) del Parlamento bicameral desde 1938, y ocupó una serie de altos cargos gubernamentales en la recién nacida república independiente de Estonia entre 1918 y 1940. En 1919-1920 fue interventor del Estado. En 1920, 1921-1924 y 1924-1926 ocupó el cargo de ministro del Interior, por lo que se le puede considerar fundador de la Policía de Estonia. Del 22 de junio de 1926 al 19 de julio de 1932 y del 18 de mayo de 1933 al 29 de agosto de 1934 fue Presidente del III, IV y V Riigikogu.
Del 19 de julio al 1 de noviembre de 1932 fue Jefe de Estado (Riigivanem, literalmente «Anciano de Estado»). En 1934-1938 fue de nuevo ministro del Interior, y en 1938-1939, primer ministro de Estonia.

### Arresto y muerte
Después de que la Unión Soviética ocupara Estonia y los demás países bálticos el 17 de junio de 1940, Eenpalu, junto con otros destacados políticos estonios, fue detenido en julio de 1940 y posteriormente deportado a Rusia. Murió en 1942 en Vyatlag, un campo de prisioneros soviético en el óblast de Kirov.